# ROCK'A'TRENCH (アルバム)
『ROCK'A'TRENCH』（ロッカトレンチ）は、ROCK'A'TRENCHのデビュー・ミニ・アルバム。

## 概要
- 亀田誠治プロデュース。

## 収録曲
特記除く 全作詞・作曲:山森大輔
1. South Wind (4:04)
2. 砂の風に乗って (4:02)
作曲:山森大輔・畠山拓也
ドラマ「学問ノススメ」主題歌
3. 19歳 (3:50)
4. ニューウェーブ (4:06)
作曲:山森大輔・畠山拓也
映画「ヒートアイランド」イメージソング
5. Secret of the night (4:30)
6. 約束 (3:26)
作曲:畠山拓也
7. ランナーズ・ハイ (3:38)
8. Trench Town Rock (live ver.) (2:44)
ボーナス・トラック。